# Náci kártya
A náci kártya – azaz a náci jelző indokolatlan használata vita közben – egy érvelési hiba.

## Jellemzői
Érzelmektől átfűtött viták hevében előfordul, hogy az egyik (néha mindkét) oldal megpróbálja a nemzetiszocializmussal vagy a Harmadik Birodalommal valamilyen módon összefüggésbe hozni a vitapartner(ei)t. Mivel a nemzetiszocializmus nevében súlyos, emberiesség elleni bűntetteket követtek el, az úgynevezett náci kártya kijátszása alkalmas a vitában részt vevő fél megbélyegzésére, egyúttal a figyelem elterelésére annak valódi érveiről. A náci kártya gyakorlatilag ultima ratióként funkcionálhat.
A nácizás azok közé az érvelési hibák közé tartozik, amik a hallgatóság igen mély, tudat alatti érzelmeit veszik célba: a félelmet, halálfélelmet, egzisztenciális rettegést, gyűlöletet. Ezért nehéz ellene védekezni, mivel ahol előkerül, ott megfelelő körülmények (fogékony, manipulálható közönség, társadalom) esetén a racionális érvek már nem számítanak többé. A nácigyanússá tett személy nemcsak a vitát vesztheti el: egzisztenciája, tekintélye is veszélybe kerülhet, megsemmisülhet, zaklatás áldozatává válhat; ami elejét veheti a további vitáknak. Ezért a politikai manipuláció gyakori, kényelmes és nagyon hatékony eszköze a nácikártya. Hasonló érvelési hiba lehet a „kommunista”, a „liberális” kártya kijátszása is, vagy a hazaárulózás.
A fasiszta vagy a náci tartalmak fasisztának vagy nácinak nevezése nem mindig, minden esetben a náci kártya kijátszása, hanem tartalmilag korrekt minősítés is lehet. Ugyanakkor ettől még minősülhet érvelési hibának, náci kártya kijátszásának, amennyiben a vita nem a nácizmus értékeléséről vagy e tekintetben releváns dolgokról, hanem olyan, semlegesnek tekinthető témáról folyik, amely tekintetében nincs valós jelentősége annak, hogy a vitapartner náci-e. Pl. egy helyesírási vagy teológiai problémáról szóló vitában nagy valószínűséggel nincs jelentősége annak, hogy náci-e a vitapartner – még ha úgy is van, attól az érvei lehetnek helyesek.
Mivel Sztálin utasításba adta, hogy ne használják a nemzetiszocialista kifejezést, hogy ne lehessen azt összetéveszteni a szocializmussal, a szocialista államokban a „fasiszta” vagy „hitlerista” kifejezéssel jelölték a nemzetiszocializmust. A baloldali körökben is ez a terminológia terjedt el. Ennek az elnevezésbeli kuszaságnak a következtében a náci kártya használata megvalósítható a „fasizmussal” való kapcsolatba hozással is.
A vitapartner náciként való lejáratása, illetve Hitlerrel való párhuzamba állítása (reductio ad Hitlerum) olyan széles körben alkalmazott retorikai trükké vált, hogy Mike Godwin a kilencvenes évek elején megfogalmazta a náci analógiák Godwin törvényét, mely így szól: „Ahogy egyre hosszabbra nyúlik egy online vita, a nácikkal vagy Hitlerrel kapcsolatos párhuzam felmerülésének valószínűsége az egyhez közelít.”
A náci kártya olyan logikai hiba, mely gyakran más érvelési hibák (gyenge analógia, csúszós lejtő) alkalmazásával jár együtt.
A náci kártya kijátszása alkalmas a vitapartner démonizálására, s a legtöbb esetben végérvényesen kisiklatja a párbeszédet. Egyes internetes fórumokon bevezették azt a szabályt, hogy ha valaki kijátssza a náci kártyát, az automatikusan elveszti a vitát.

## Gyakori változatai

### I. (Jelenségek megbélyegzése)
- Hitler magáénak vallotta Y gondolatot. Y gondolat tehát rossz.
- A nácik elfogadták X ötletet. X ötlet tehát rossz.

### II. (Személyek megbélyegzése)
- X. Y. egy náci. A nácik hazugok, erkölcstelenek, gyilkosak, ostobák stb. voltak; tehát
  - X. Y. hazudik és/vagy
  - X. Y. téved és/vagy
  - egyáltalán, X. Y.-nak joga sincs megszólalni, részt venni ebben a vitában;
  - az is kérdéses, hogy X. Y.-nak egyáltalán joga van-e szabadon létezni és eszméit terjeszteni; nem kellene-e karanténba, börtönbe zárni vagy a vesztőhelyre vinni.

## Példák
- A nácik elfogadták az eugenikát. Az eugenika tehát rossz.
- Hitler támogatta az eutanáziát. Az eutanázia tehát rossz.
- Hitler vegetáriánus volt. A vegetarianizmus tehát rossz.
- Hitler német volt. A németek tehát rosszak.

(Nyilvánvalóan hibás arra hivatkozni, hogy a vegetarianizmus automatikusan elvetendő gondolat lenne csak azért, mert Hitler is vegetariánus volt, vagy a németeket mind rossznak kell bélyegezni, mert Hitler is német volt.)
- A nácik nagy figyelmet fordítottak a fiatalok testedzésére. A fiatalkori testedzés tehát rossz.

(Nem ítélhetünk el egy tevékenységet pusztán azon az alapon, hogy valamikor a nácik is űzték. A Harmadik Birodalomban valóban rendkívüli figyelem irányult a fiatalok testedzésére. A rendszeres testedzés egészséges tevékenység, s nem számít elítélendőnek még akkor sem, ha a nácik szintén így vélték.)
- A nácik gyilkoltak. A gyilkosság tehát rossz.

(Bár mind a hivatkozási alap, mind a következmény igaz, de közöttük nem áll fent oksági viszony; a két állítás egymástól függetlenül igaz. Ezért az érvelés nem állja meg a helyét.)

## Nem minden nácikra hivatkozás nácikártyázás
Az érvelési hibák általában olyanok, hogy ha valamely érvelés abba a kategóriába esik, akkor az érvelésmód eleve helytelen. A nácikkal való párhuzam ugyanakkor sok esetben teljesen jogos. Például, ha valaki úgy érvel, hogy egy demokratikusan megválasztott kormány válhat diktatórikussá, hiszen a náciknál is ez történt, az nem érvelési hiba. Itt nem arról van szó, hogy egy jelenséget vagy személyt hamis analógia alapján, vagy valós analógia alapján, mégis irreleváns módon megbélyegzünk, hanem egy nácikkal kapcsolatos történelmi tényt használunk érvként, amellett, hogy a vitapartnert továbbra is komolyan vesszük.